# Parc Brackmann
Le parc Brackmann (estonien : Brackmanni park) est un parc de Pärnu en Estonie.

## Présentation
Situé au centre de Pärnu, le parc Brackmann porte le nom d'Oskar Brackmann.
Le parc a été construit dans les années 1930 sur le site de l'ancienne douve de Pärnu. 
Le parc s'appelait alors populairement le parc Päts, car une statue de Konstantin Päts devait y être érigée.
Dans les années 1970, le parc a été relié au parc Koidula limitrophe, lorsque la section de la rue Hospidal tanav entre les rues Lõuna tänav et Ringi tänav a été fermée.
Le mémorial d'Oskar Brackmann érigé en 1991 est situé dans le parc,.

## Galerie

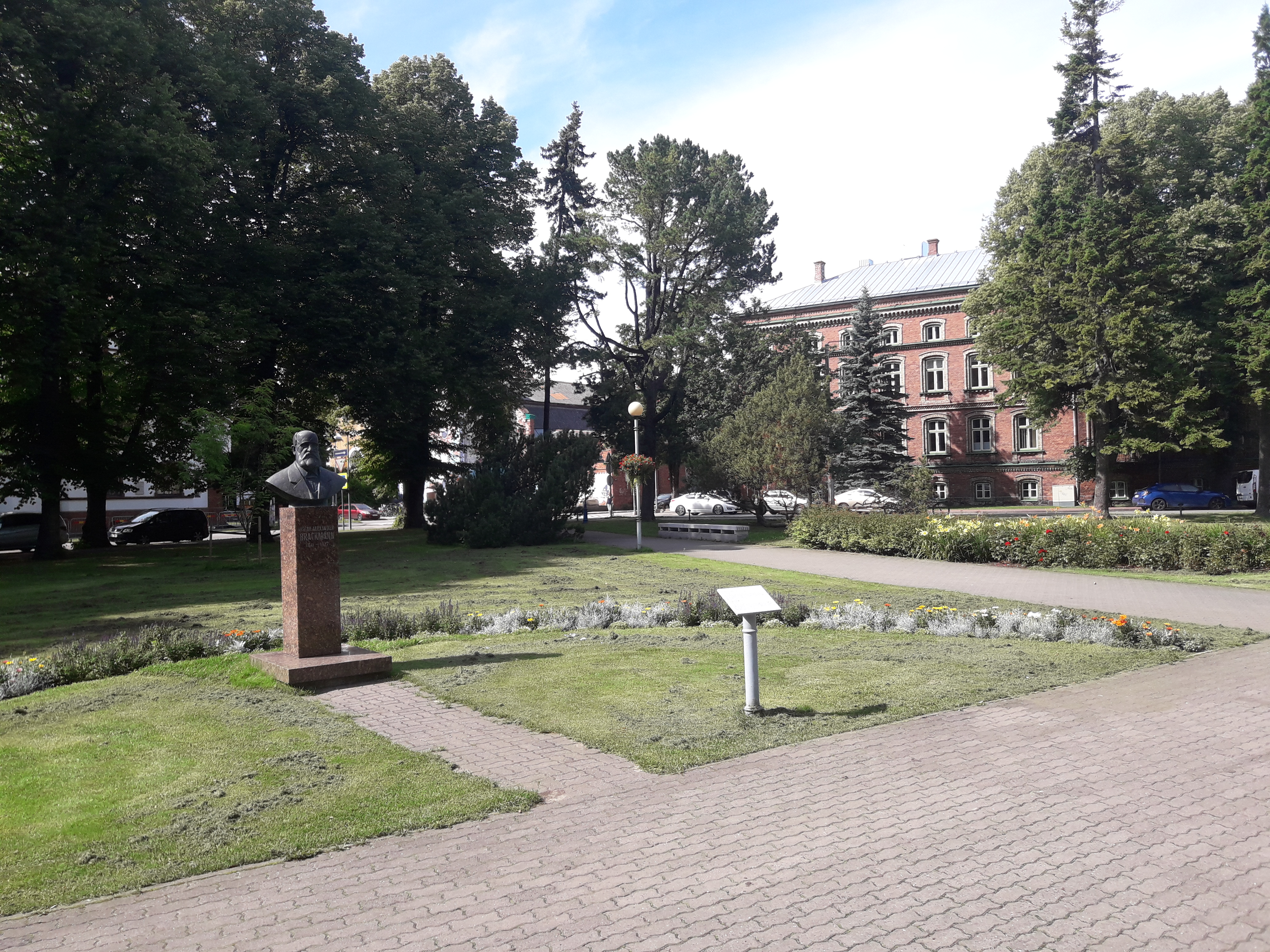
Parc Brackmanni en 2020
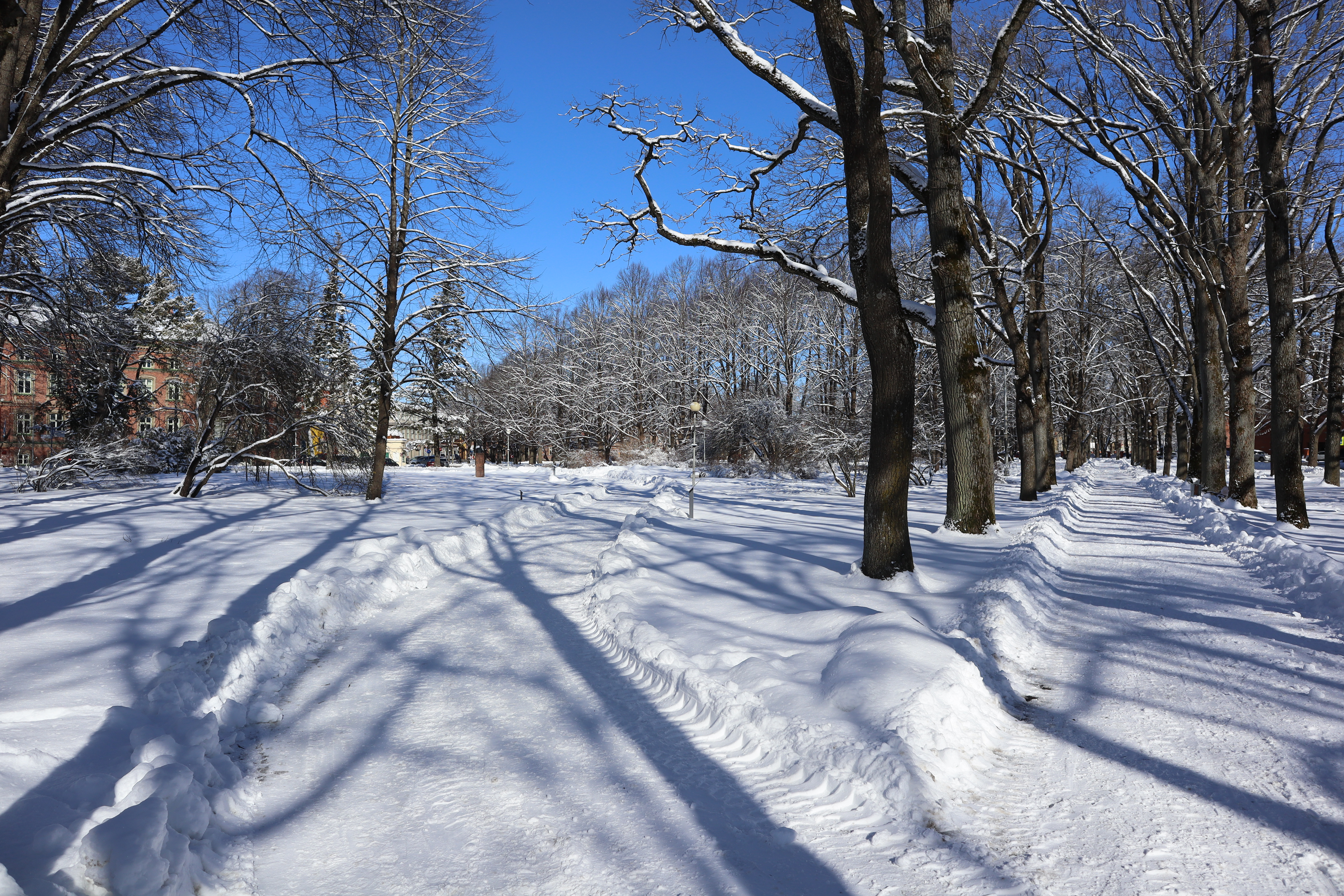
Parc Brackmanni en 2023.
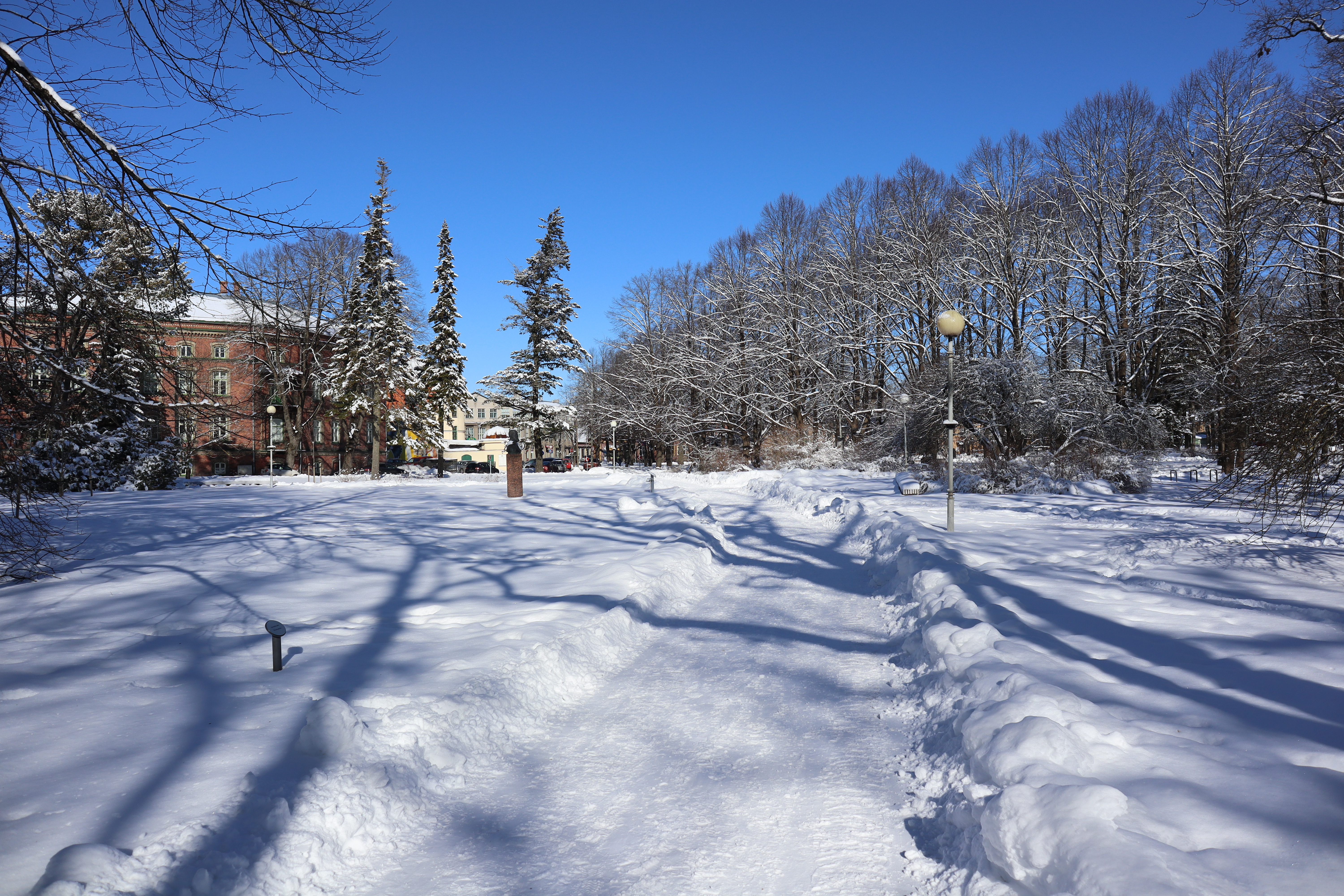
Parc Brackmanni en 2023.